# Anauê
Anauê é uma saudação brasileira de origem indígena, com uso documentado em 1911 entre os nhambiquaras no Mato Grosso. Foi extensivamente usada a partir de 1923 e até 1936 pelo movimento escotista do Brasil como saudação escotista, devido ao cariz indigenista desse movimento. No início da década de 1930 começou a ser usada em exibições públicas pelos integralistas brasileiros, de modo semelhante às saudações dos fascistas europeus e à saudação nazista, por sua vez evoluídas da saudação romana. A apropriação da saudação pelos integralistas brasileiros veio a causar o seu abandono em 1936 pelo movimento escotista, de carácter apartidário, para que não fosse confundido com o integralismo.

## História
O termo foi documentado em dezembro de 1911 pelo Marechal Rondon na foz do Juina, no Mato Grosso, como saudação específica dos nhambiquaras, usada para se anunciarem a quem chega.
Em 1928, artigo publicado na Revista Marítima Brasileira refere o grito de vitória "aroeira" como parte da linguagem do mar, o qual alegadamente teria derivado do guarani "anauê".

### Escotismo
Em outubro de 1923, o líder escotista Jaboty-êtê (Velho Lobo), descrito como "grande cultor do indigenismo nacional", em artigo publicado no jornal infantil O Tico-Tico, relata o uso da saudação escotista de quem chega "Aná-u-ê! Aná-u-ê!" durante uma atividade escoteira, respondida pela saudação de quem está: "Anê-rê! Anê-rê!", ambas alegadamente extraidas da língua tupi. O mesmo dirigente publica uma missiva semelhante em novembro seguinte na Gazeta de Notícias, na qual dirige às crianças a saudação escotista "Ana-uê, colomys!", que segundo ele significaria "Salvê meninos!" em tupi, sendo respondido pelas crianças com "Anê-rê! Anê-rê!", significando "Boa vinda!, Boa vinda".
Em setembro de 1924, no suplemento "Escotismo" do Tico-Tico, Velho Lobo saúda os escoteiros americanos com "Anauê!" Em julho de 1925, o dirigente escotista Guilherme Azambuja Neves abriu o fogo de conselho dos Escoteiros do Fluminense F.C. com um tríplice "Anauê! Anauê! Anauê!", dirigido aos escuteiros do Fluminense, aos do Brasil, e aos de todo o mundo.
Em dezembro de 1926, os escoteiros do Brasil tinham por grito de saudação "Pró Brasil! Anauê! Pró Brasil! Anauê! Pró Brasil! Anauê!", repetido em coro com intervalos de três tempos, sendo a saudação da União dos Escoteiros do Brasil, "U.E.B.! U.E.B.! U.E.B.! rha! rha! rha! Pró Brasil! Anauê! Anauê! Anauê!".
Em setembro de 1927, documenta-se como saudação escotista patriótica, usada pelos escoteiros de Campinas numa transmissão por pombo-correio, e em novembro seguinte como saudação escotista, pela Tropa de Escoteiros do Grupo Escolar "Gomes Cardim", de Vitória, no Espírito Santo.
Em julho de 1928,  a Associação de Escoteiros Mineiros deu início à publicação de uma revista intitulada "Anauê".
Em 9 de março de 1929, é usada em telegrama enviado pelos escoteiros do 63.º distrito, de Bauru, aos seus congéneres da Associação de Escoteiros Baden Powell de São Paulo, por ocasião do seu sétimo aniversário, associado ao lema escoteiro: "Anauê, anauê, anauê  - Sempre Alerta!"
O mesmo uso documenta-se em agosto de 1930 pela Confederação dos Escoteiros do Estado de São Paulo, celebrando o primeiro aniversário da criação da Associação de Escuteiros Fábio Barreto.
Em março de 1931, documenta-se o seu uso como entusiástica saudação escotista num acampamento de instrução escotista na Barra do Jucu, no Espírito Santo. Em maio de 1932, a tropa de escoteiros de São Mateus, no mesmo estado, homenageou o seu chefe, o professor Agenor Leé, com um tríplice "Anauê!", que segundo a informação divulgada pelo movimento escotista significaria "Salvé!" na língua dos índios brasileiros. No mesmo ano, a saudação "Pró Brasil! Anauê! Anauê! Anauê!" era usada em materiais de divulgação do movimento escotista.
Em abril de 1933, na tomada de posse da nova diretoria da Federação Espirito Santense de Escoteiros, foi "elevado um anauê pela prosperidade da pátria".
Em outubro de 1936, a Federação Mineira de Escoteiros, de Minas Gerais, anunciou o abandono da saudação "anauê", trocando-a pelo grito "marangutú", uma vez que esta havia sido apropriada por um partido político, o Movimento Integralista, sendo o movimento escotista completamente alheio à política. No mesmo ano, a Federação Mineira propôs, com a mesma justificação, o abandono dessa saudação pelos escoteiros do Brasil, sendo a proposta recebida com aclamação.
Em março de 1937, o Tico-Tico ainda divulgava como curiosidade a mesma informação de "anauê!"" significar "salvé!" em língua indígena brasileira, embora não mais associada ao movimento escotista.

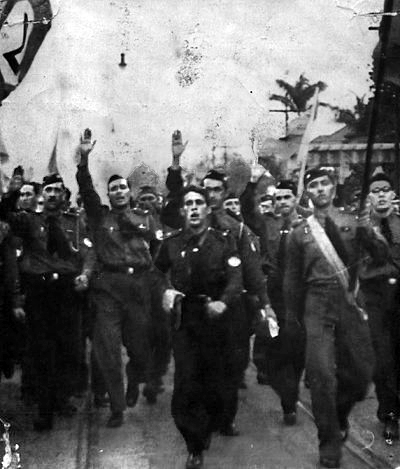
Manifestantes da Ação Integralista Brasileira realizando o gesto

### Integralismo brasileiro
Foi incorporada como saudação oficial entre os integrantes do Movimento Integralista. Mais precisamente na "Era Vargas", no governo que ficou conhecido como "governo provisório" (1930 a 1934), seguindo o modelo integralista lusitano, foi criada a Ação Integralista Brasileira (AIB), cujos membros vestiam uniformes com camisas verdes e desfilavam pelas ruas como tropa militar, gritando a saudação alegadamente de origem indígena "Anauê!". Durante esse período aconteceu a Batalha da Praça da Sé, onde um número de manifestantes antifascistas iniciaram com provocações como "morra o integralismo" e "fora, galinhas verdes".
Segundo os integralistas, a saudação "Anauê!" de braço levantado manifestava a intenção de se identificar com seus iguais, supostamente repetindo um ritual indígena que traduziria "anauê" por "sou teu amigo", reforçando a solidariedade entre as pessoas.
Seu uso demonstra uma contradição do Movimento Integralista, uma vez que, embora promovessem uma moral cristã, negando a religião politeísta, anauê é uma expressão de origem indígena.

## Etimologia
O uso da expressão "Anauê!" como saudação a quem chega foi documentada em 1911 pelo Marechal Rondon como específica dos nambiquaras do Mato Grosso, falantes da língua nambiquara, geralmente enquadrada fora dos troncos linguísticos tradicionais.
Não obstante, têm surgido tentativas de enquadrar a expressão noutras famílias linguísticas. Segundo Gustavo Barroso, um dos líderes da Ação Integralista Brasileira, a saudação seria uma junção de diferentes cumprimentos existentes na língua tupi. Para Luís da Câmara Cascudo, a palavra ter-se-ia originado da língua dos parecis, indígenas nuaruaques. Sendo um grito, significaria "unido-aos-outros-iguais, de solidariedade, de reunião, de agrupamento, de toque-de-reunir. O emprego como aclamação seria uma aclimatação da voz militar nos cerimoniais civis".

## Na cultura popular
Em 2019, Ernesto Araújo, o então recém-empossado ministro das Relações Exteriores do Brasil, terminou seu discurso com a expressão "Anauê Jaci", suposta tradução tupi de "Ave Maria". O acontecimento levantou hipóteses de associação entre o bolsonarismo e o integralismo. Desconhecem-se, entretanto, registros históricos de tal tradução, cujo conteúdo, além de gramaticalmente impreciso, difere da versão da ave-maria existente no Catecismo na língua brasílica.